# شعر هندی
شعر هندی و به‌طور کلی ادبیات هندی، سابقه‌ای طولانی دارد که به دوره ودایی بازمی‌گردد. آن‌ها به زبان‌های مختلف هندی مانند سانسکریت ودایی، سانسکریت کلاسیک، مانیپوری باستان، مانیپوری مدرن، تلوگو، تامیلی، اوریه، مایتهیلی، کنادا، بنگالی، آسامی، اردو و هندی نوشته شده‌اند. شعر به زبان‌های خارجی مانند انگلیسی نیز تأثیر زیادی بر شعر هندی دارد. این شعر منعکس‌کننده سنت‌های معنوی متنوع در هند است. بسیاری از شاعران هندی از تجربیات عرفانی الهام گرفته‌اند. شعر کهن‌ترین شکل ادبیات است و سنت نوشتاری و شفاهی غنی دارد.

## طولانی‌ترین شعرها
| طول (خط)                    | عنوان اصلی  | عنوان فارسی      | لاتین‌نویسی             | معنی تحت‌اللفظی                 | زبان اصلی     | مکان            | نویسنده         | گونه(ها)                                    | یادداشت           |
| --------------------------- | ----------- | ---------------- | ---------------------- | ------------------------------ | ------------- | --------------- | --------------- | ------------------------------------------- | ----------------- |
| ۱۰۰٬۰۰۰ دوبیتی (۲۰۰٬۰۰۰ خط) | महाभारतम्      | مهاباراتا        | Mahabharatam           | بهاراتام کبیر                  | سانسکریت      | شبه‌قاره هند     | ویاسه           | ادبیات سانسکریت، هندوئیسم                   | [ ۱ ]             |
| ۲۴٬۰۰۰ دوبیتی (۴۸٬۰۰۰خط)    | रामायणम्       | رامایانا         | Ramayanam              | سفر راما یا تکامل راما         | سانسکریت      | شبه‌قاره هند     | والمیکی         | ادبیات سانسکریت، هندوئیسم                   | [ ۲ ]             |
| ۳۹٬۰۰۰ خط                   | ꯈꯝꯕ ꯊꯣꯏꯕꯤ ꯁꯩꯔꯦꯡ | خمبا تیبی شیرنگ  | Khamba Thoibi Sheireng | شعر خمبا و تیبی                | زبان مانیپوری | پادشاهی مانیپور | حجام انگنگال    | چرخه‌های حماسی تجسم‌ها در مویرنگ، ادبیات میتی | [ ۳ ] [ ۴ ] [ ۵ ] |
| ۵٬۷۲۰                       | சிலப்பதிகாரம்    | سیلاپاتیکام      | Cilappatikaram         | داستان یک پابند                | تامیلی        | تامیلاکام       | ایلانگو آدیگال  | ادبیات سنگام                                |                   |
| ۴٬۸۶۱                       | மணிமேகலை       | مانیمکالای       | Manimekalai            | کمربند نگین‌دار، کمربند جواهرات | تامیلی        | تامیلاکام       | چیتالای چاتانار | ادبیات سنگام، بودیسم                        |                   |
| ۳٬۱۴۵                       | சீவக சிந்தாமணி   | سیواکا سینتامانی | Cīvaka Cintāmaṇi       | جیواکا، جواهر شگفت‌انگیز        | تامیلی        | تامیلاکام       | تیروتاکاتوار    | ادبیات سنگام، جینیسم                        |                   |

## جوایز شعر هند
در هند جوایز ادبی بسیار کمی برای شعر وجود دارد. جوایز معتبری مانند جایزه جنانپیت، ساهیتیا آکادمی و کالیداس سامان و غیره به نویسندگان منثور و شعر اهدا می‌شود. بیشتر جوایز به رمان‌نویسان رسیده است. کمتر شاعری این جوایز را دریافت کرده است.

### جایزه جنانپیت
شاعران زیر برای شعر خود برنده جایزه جنانپیت شده‌اند: فیراق گوراخپوری برای «گل نغمه» (۱۹۶۹)، ویسواناتا ساتیانارایانا برای «سریماد رامایانا کالپاوریکشام» در تلوگو (۱۹۷۰)، آمریتا پریتام برای «کاغذ به بوم» (۱۹۸۱)، کورراتولین حیدر برای او «همسفر آخر»، سینگیردی نارایانا ردی برای «ویشوامبارا» در تلوگو (۱۹۸۸)، او.ان. وی کوروپ برای مشارکت در شعر مالایالام (۲۰۰۷) و راووری بهاردواج برای رمان پااکودورالو د در تلوگو (۲۰۱۲).

### آناندا پوراسکار و رابیندرا پوراسکار
آناندابازار پاتریکا سالانه جایزه آناندا را برای ادبیات بنگالی تأسیس کرده است. رابیندرا پوراسکار نیز وجود دارد. اما این جوایز معمولاً نصیب رمان‌نویسان شده است. شاعران نادری که برنده این جوایز شده‌اند عبارتند از: پرمندرا میترا برای «ساگار تکه فرا» (۱۹۵۷)، بودادب باسو برای «سوگاتو بیدا» (۱۹۷۴)، آرونا میترا برای «سودهو راتر شابدا» (۱۹۷۹)، جوی گوسوامی برای «گومیچو» (۱۹۹۰)، سریجاتو برای «اورانتو ساب جوکر» (۲۰۰۴) و پیناکی تاکور برای «چومبانر کشاتو» (۲۰۱۲).

### جوایز ساهیتیا آکادمی
ساهیتیا آکادمی جوایز سالانه را برای هر دو اثر شعر اصلی به زبان‌های شناخته‌شده هندی و همچنین آثار برجسته ترجمه شعر هند اهدا می‌کند. برندگان جایزه برای شعر انگلیسی عبارتند از: جایانتا ماهاپاترا برای «رابطه» (۱۹۸۱)، نسیم ازکیل برای «مزامیر روزهای آخر» (۱۹۸۳)، ککی ان. دارووالا برای «نگهبان مردگان» (۱۹۸۴)، کامالا داس برای مجموعه اشعار (۱۹۸۵)، شیو. کی. کومار برای «دام‌هایی در آسمان» (۱۹۸۷)، دوم موراس برای «سرندیپ» (۱۹۹۴)، آ.کی. رامانوجان برای مجموعه اشعار (۱۹۹۹) و جیت تایل برای «این خطاها صحیح هستند» (۱۹۱۲). از برگزیدگان برجسته آکادمی برای شعر به زبان‌های دیگر هند می‌توان به اچ.اس. شیو پراکاش (کانادا) و کی. ساچیداناندان (مالایایی) اشاره کرد.
هجده شاعر برنده جوایز ساهیتیا آکادمی به زبان تلوگو بوده‌اند.

### جوایز شعر جوبیل طلایی ادبیات هند
ساهیتیا آکادمی به مناسبت سالگرد خود جوایز زیر را برای آثار برجسته شعر در ترجمه از زبان‌های هندی اهدا کرد.
- رعنا نیار برای ترجمه «آیات قدیس سیک بابا فرید» از پنجابی.
- تاپان کومار پرادان برای ترجمه انگلیسی مجموعه اشعار اودیا کالاهندی
- پارومیتا داس برای ترجمه انگلیسی اشعار پارواتی پراساد بارووا به زبان آسامی.

### همه برندگان شعر هند
انجمن شعر (هند) جوایز سالانه را صرفاً برای شعر می‌دهد. شاعران زیر برنده جوایز سالانه انجمن شعر (هند) با همکاری شورای بریتانیا و وزارت توسعه منابع انسانی (هند) شده‌اند:
- ۱۹۸۸: ویجی نامبیسان برای «مرکز مدرس»
- ۱۹۹۰: روکمینی بایا نیر برای «کالی»
- ۱۹۹۱: راجلوکشمی دبی باتاچاریا برای «پونارنوا»
- ۱۹۹۳: شامپا سینها برای «سیستا»؛ تارون چریان برای «دعای یک نویسنده»
- ۱۹۹۴: آنجو ماخیجا برای «شبح کشاورز»؛ اسمیتا آگاروال برای «پرستار پرورش‌دهنده طبیعت ما آرامش است»
- ۱۹۹۵: تابیش خیر برای «پرندگان شمال اروپا»؛ گوپی کریشنان کوتور برای «تابوت‌ساز»
- ۱۹۹۷: رانجیت هوسکوته برای «پرتره یک بانو»؛ گوپی کوتور برای «حفاری»
- ۱۹۹۸: کی. سری‌لاتا برای «در سانتا کروز، بیمار خانگی تشخیص داده شد»
- ۱۳۷۹: شهناز حبیب برای «نفاق و گونه‌ها»؛ رواتی گوپال برای «من تو را همه جا می‌شناسم»
- ۲۰۱۳: متیو جان برای «نامه‌ای دیگر از پدری به پسری دیگر»؛ تاپان کومار پرادان برای «بودا لبخند زد»

## متفکران و شاعران غربی علاقه‌مند به شعر هندی
در قرن نوزدهم، نویسندگان تعالی‌گرای آمریکایی و بسیاری از نویسندگان رمانتیک آلمانی به شعر، ادبیات و اندیشه هندی علاقه‌مند شدند. در قرن بیستم، تعداد کمی از شاعران غربی به اندیشه و ادبیات هندی علاقه‌مند شدند، و توجه بسیاری از آن‌ها جزئی بود: تی. اس. الیوت در هاروارد زبان سانسکریت خواند، اما بعداً علاقه خود را از دست داد. بودیسم آلن گینزبرگ و گری اسنایدر را به هند آورد، اما بیشتر به اشکال دین تبتی و ژاپنی علاقه‌مند شدند. اکتاویو پاز شاعر و نویسنده مکزیکی پس از زندگی در این کشور به‌عنوان بخشی از مأموریت دیپلماتیک مکزیک (و به‌عنوان سفیر در دهه ۱۹۶۰) علاقه شدیدی به شعر هندی پیدا کرد. پاز با یک زن هندی ازدواج کرد، کاویاس سانسکریت را ترجمه کرد و مطالب زیادی در مورد هند نوشت.